# 京都霊山護国神社
京都霊山護国神社（きょうとりょうぜんごこくじんじゃ）は、京都市東山区清閑寺霊山町にある神社（護国神社）。現在は神社本庁の管理を離れた別表神社。神紋は桜に菊。境内の東側は維新の志士らを祀る霊山墓地となっている。

## 歴史

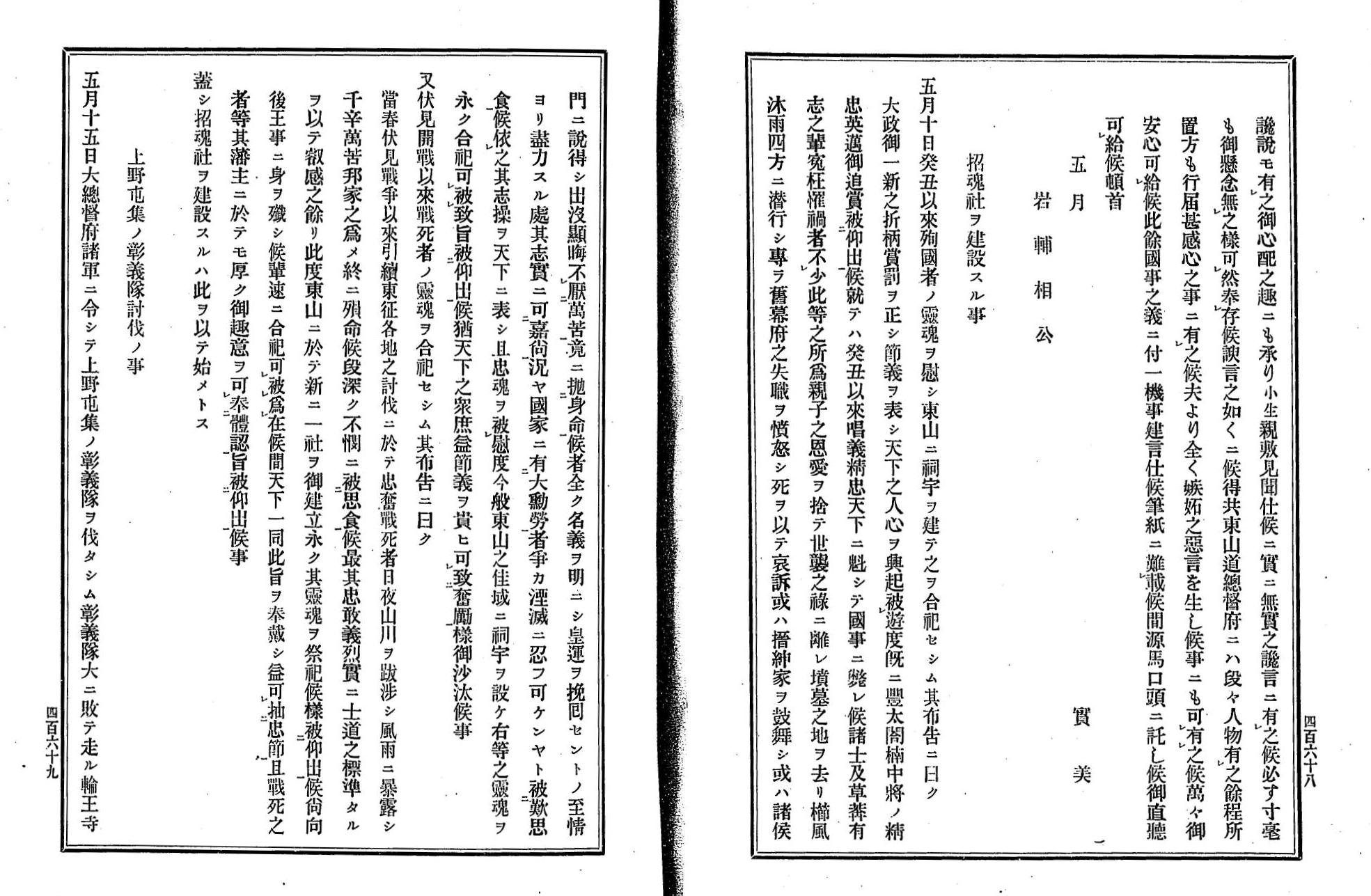
「勅を賜り招魂社を建設する事」
（『岩倉公実記』より）

坂本龍馬・中岡慎太郎像

陸軍特別操縦見習士官之碑（佐藤栄作揮毫）

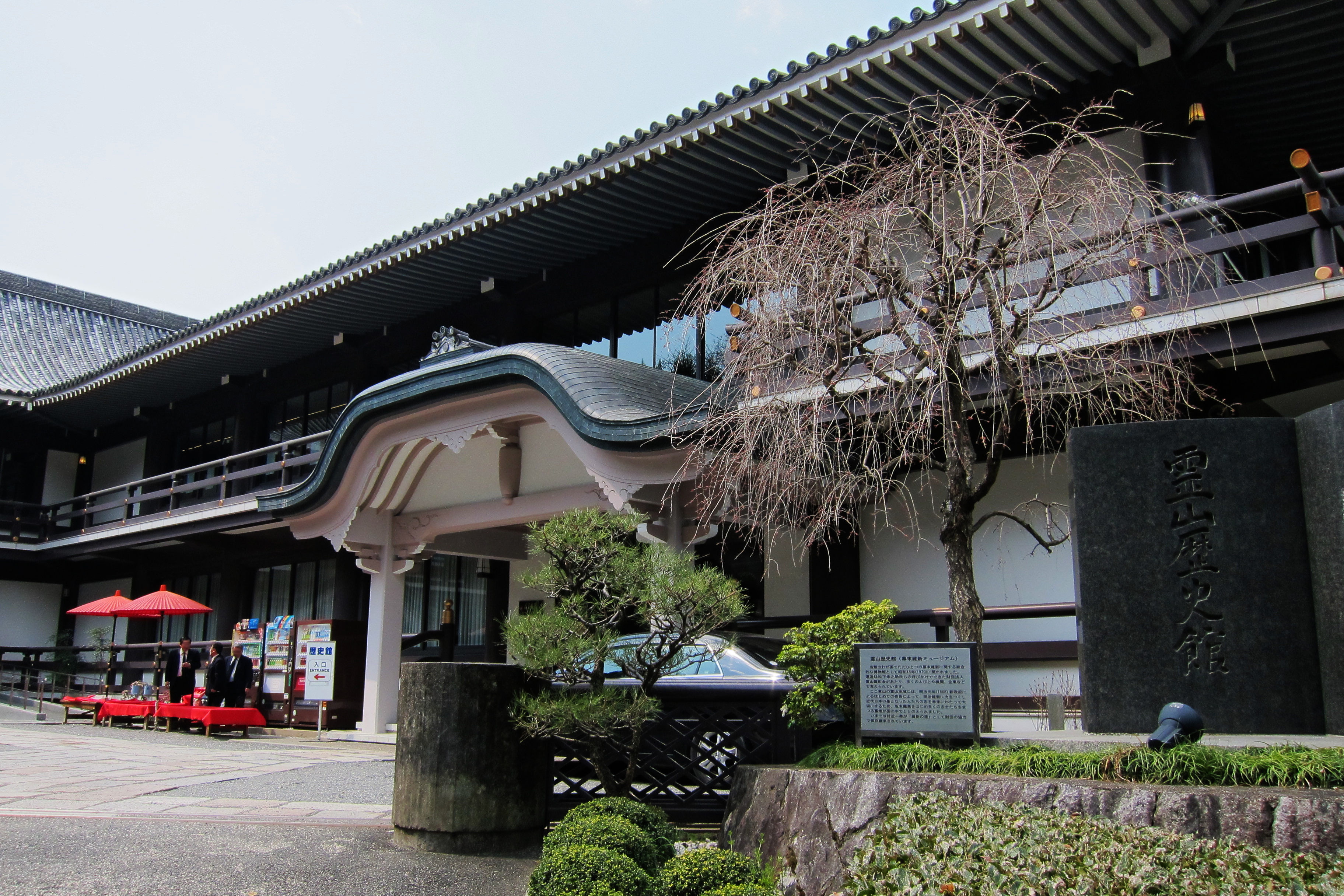
霊山歴史館

文久2年（1862年）、時衆霊山派・正法寺の朱印地の中にある神道葬祭場霊明社において、有志者による殉難者の神葬祭が行われた。祭神は菊理媛神・速玉男命・事解男命の3神（他に相殿3神）である。
慶応4年5月10日（1868年6月29日）、明治天皇から維新を目前にして倒れた志士たち（天誅組など）の御霊を奉祀するために、京都・東山の霊山に佳域社を創建せよとの詔・御沙汰が発せられた。それに感激した京都の公家や山口・高知・福井・鳥取・熊本などの諸藩が相計らい、霊山の山頂から山腹にかけてそれぞれの祠宇を建立したのが当社創建のはじまりであり、招魂社の最初でもあった。靖国神社よりも一年古い歴史を持つ。
当初の社号は霊山官祭招魂社と称し、社格にはとくに「官祭社」に列し国費で営繕されてきた。
1929年（昭和4年）には、前年に行われた昭和天皇即位大礼で使用された建物が下賜され、拝殿と斎殿を建立し、いくつもあった祠宇も整備している。
1936年（昭和11年）、日中戦争をきっかけとして国難に殉じた京都府出身者の国事殉難者を合祀して手厚く祀ろうという運動がおき、霊山官祭招魂社造営委員会が組織されると、境内を拡大して新たな社殿の造営が行われることとなった。また、維新の志士らを祀る霊山墓地の整備も行われた。
1939年（昭和14年）4月1日、内務大臣布告によって現在の社号である京都霊山護国神社と改称された。また、本殿、拝殿、祝詞舎、神饌所、斎殿などが完成している。
太平洋戦争に敗北後、当社は国家の手を離れ、神社本庁の別表神社に加列されている。
GHQ占領下においては京都神社に改称していたが、サンフランシスコ講和条約後は元の社名に復した。
戦後、霊山墓地は整備されることなく荒れ果ててしまっていたが、それを見かねた松下電器産業（現・パナソニックホールディングス）会長の松下幸之助は、明治維新百年となる1968年（昭和43年）に自らが中心となって、関西財界人と協力し「霊山顕彰会」を設立。霊山墓地の整備を行い、1970年（昭和45年）に明治維新関係の資料を展示する「霊山歴史館」を開館させた。
2002年（平成14年）、神社本庁との包括関係を解消したが、引き続き別表神社である。
祭神の中には京都で暗殺された坂本龍馬も含まれており、境内に銅像が作られているほか、誕生日であり命日でもある11月15日には、龍馬の遺徳を偲び霊を慰める龍馬祭が行われる（誕生日・命日は本来は旧暦11月15日だが、祭は新暦11月15日に行われる）。
1997年（平成9年）、大東亜戦争（太平洋戦争）を記念した「平和記念公園 昭和の杜」が設けられた。
また、2012年（平成24年）4月には特攻勇士の像が建立された。
当社の南には龍馬の葬式を行った霊明神社がある。

## 幻の西郷隆盛像建立計画
1977年（昭和52年）の西郷隆盛没後100年事業として境内に西郷像を建立する計画が関西在住の鹿児島県出身者らにより立案され、彫刻家・古賀忠雄の手により人物立像としては日本最大の10.5メートルに及ぶ西郷像が1976年（昭和51年）に完成した。しかし、建立の前に依頼者が死去したことにより計画が宙に浮き、この構想は幻となった。
完成した像はそのまま富山県高岡市の倉庫に保管されていたが、1988年（昭和63年）に鹿児島県姶良郡溝辺町（現・霧島市）へ誘致され、現在は周辺一帯が西郷公園として整備されている。

## 祭神
- 国事殉難者7万3千11柱 - 坂本龍馬、中岡慎太郎、木戸孝允、頼三樹三郎、梅田雲浜、吉村寅太郎、平野国臣、久坂玄瑞、高杉晋作、所郁太郎、宮部鼎蔵、田岡俊三郎ら幕末勤王の志士1,356柱、明治以降の日清戦争、日露戦争、日中戦争、太平洋戦争などの戦死者を含めた73､011柱が祭神として祀られている。

## 境内
- 本殿 - 1939年（昭和14年）4月1日再建。
- 拝殿 - 1939年（昭和14年）4月1日再建。
- 祝詞舎 - 1939年（昭和14年）4月1日建立。
- 神饌所 - 1939年（昭和14年）4月1日建立。
- 斎殿 - 1939年（昭和14年）4月1日再建。
- 社務所
- 東社務所 - 霊山墓地への入口に隣接している。
- 第百十六師団衛生隊顕彰碑
- 嵐第六二二七部隊 輜重兵第百十六連隊顕彰之碑
- 工兵第五十三連隊顕彰碑
- 歩兵第百二十連隊鎮魂の碑
- 第二十三野戦防疫給水部戦没者慰霊碑
- 北支沖縄戦没勇士慰霊碑
- 歩兵第百九連隊顕彰之碑
- 御宸筆歩兵第百九連隊軍旗奉納之地
- 歩兵第百二十八連隊顕彰之碑
- 特攻勇士の像 - 2012年（平成24年）4月造。
- 霊山歴史館 - 1970年（昭和45年）に松下幸之助が中心となり設立、開館。道路を挟んで向かい側にある。

### 霊山墓地
維新の志士らを祀る霊山墓地は境内の東側の山腹にある。
- 京都招魂社
- 山口招魂社
- 高知招魂社
- 茨城招魂社
- 熊本招魂社
- 鳥取招魂社
- 福岡招魂社
- 岐阜招魂場
- 坂本龍馬・中岡慎太郎の像
- 陸軍特別操縦見習士官之碑
- 土佐藩
  - 坂本龍馬の墓
  - 中岡慎太郎の墓
  - 吉村寅太郎の墓
  - 望月亀弥太の墓
  - 那須信吾の墓
  - 池内蔵太の墓
  - 天誅組の墓
- 長州藩
  - 桂小五郎 (木戸孝允)の墓
  - 幾松の墓
  - 高杉晋作の墓
  - 久坂玄瑞の墓
  - 大村益次郎の墓
  - 入江九一の墓
  - 寺島忠三郎の墓
  - 来島又兵衛の墓
  - 有吉熊次郎の墓
  - 禁門の変戦没者の墓
  - 池田屋事件殉職者の墓
- 小浜藩
  - 梅田雲浜の碑
- 熊本藩
  - 河上彦斎の墓
  - 宮部鼎蔵の墓
  - 横井小楠の墓
- 水戸藩
  - 江幡広光の墓
  - 林忠五郎の墓
  - 住谷寅之介の墓
- 福岡藩
  - 平野国臣の墓
- その他
  - 十津川郷士の墓
  - 山田藤吉の墓

## 昭和の杜
1997年（平成9年）、大東亜戦争（太平洋戦争）を記念した「平和記念公園 昭和の杜」が設けられた。
- パール博士顕彰碑 - 極東国際軍事裁判（東京裁判）にて、ただ一人被告全員の無罪を唱えたインド代表判事。インド独立50周年を記念して建立された。

## 主な祭典
- 歳旦祭 - 1月1から3日
- 紀元祭 - 2月11日
- 春季例大祭 - 4月28日
- 大祓
- みたま祭  - 8月13から16日
- 秋季例大祭 - 10月14日
- 龍馬祭 - 11月15日
- 天長祭 - 12月23日

## 交通
- 京都市営バス80・202・206・207系統「東山安井」バス停下車、徒歩10分。
- 京阪本線 祇園四条駅から徒歩15分。
- 阪急京都本線京都河原町駅から徒歩19分。

## その他
2009年（平成21年）頃から、11月15日の坂本龍馬の命日祭の前後に、一部のファンが龍馬の墓に火のついた煙草を供えるケースが多発している。2009年（平成21年）の命日祭では、100本以上の煙草が置かれたことで濃い煙が上がり、祝詞を上げるのに支障が生じた。龍馬が愛煙家だったかは不明だが、舶来の銃やブーツを所持していたことなどで、外国産の煙草も好んでいたとの考えが広まった可能性がある。同神社の木村隆比古宮司は「せめて火を付けずに置いてほしい」とコメントしている。
同神社は日本画家の小早川秋聲が描いた「戦争画」を所蔵しているが、秋聲の代表作とされる「國の盾」や「御旗」などの戦争画7点は彼の故郷である鳥取県日野町の「日野町美術館」に寄託されている。